# Stima delle aree fabbricabili
Per area fabbricabile si intende l’area utilizzabile a scopo edificatorio in base agli strumenti urbanistici generali o attuativi. La definizione di area fabbricabile trova riscontro nella lettera b) dell’art. 2 del D.Lgs.n.504/92. In sintesi, due sono i punti di riferimento che determinano l’assunzione della qualità di area fabbricabile:
• gli strumenti urbanistici generali o attuativi;
• le possibilità effettive di edificazione.
Le aree fabbricabili possono essere divise in:
- aree ad uso pubblico per la realizzazione di opere pubbliche, a tal proposito possono essere destinati sia terreni demaniali, sia terreni di proprietà privata e quindi soggetti ad esproprio;
- aree ad uso privato atti cioè dalle necessità della vita civile e produttiva; essi a loro volta possono ancora essere suddivisi in:
  - terreni agricoli cioè quelli che servono e serviranno ad uso agricolo essi comprendono terreni coltivati, non coltivati per scelta del proprietario e terreni che ospitano costruzioni rurali;
  - terreni fabbricabili cioè quelli che indipendentemente dall'uso attuale possono essere fabbricabili con fabbricati urbani, civili e industriali.

## Qualifica del suolo
La qualifica del suolo è indipendente dalla natura del suolo o dalla volontà del proprietario ma dipende invece da:
- La non destinazione ad uso pubblico;
- La mancanza di vincoli che ne violino l'uso edificatorio;
- L'esistenza di una domanda per tale uso;
- La non riserva all'attività agricola.

La domanda e l'offerta delle aree fabbricabili sono piuttosto rigide.

## Metodo di stima
Spesso tutti gli scopi pratici della stima delle aree fabbricabili riconducono al valore di mercato. La definizione di valore di mercato sancita dal Regolamento (UE) 575/2013 e adottata dal Codice delle Valutazioni Immobiliari | Italian Property Valuation Standard (Quinta edizione, 2018) implica che vi sia un mercato sufficientemente attivo e concorrenziale e siano noti i prezzi e le caratteristiche degli immobili di confronto. La dottrina estimativa prevede, inoltre, che la stima delle aree edificabili possa avvenire sulla base di differenti valori; tra le basi di valore utilizzabile è ricompresa quella del valore di trasformazione. Per le aree non edificabili si parla di valore agricolo. 

### Stima con il valore di mercato
L'aspetto più rispondente alla stima delle aree fabbricabili è il valore di mercato e la sua stima è possibile solo con procedimento sintetico. Infatti le aree fabbricabili non danno alcun reddito o lo danno rimanendo solo coltivate ed esso è ininfluente per il valore di mercato. 
La stima si risolve con la nota formula:
Il parametro di stima più comunemente usato è la cubatura edificabile, poi poiché essa è data dal prodotto tra la superficie del lotto per il suo indice di edificabilità; la superficie del lotto sarà utilizzabile quando altri lotti comparati avranno stesso indice di edificabilità. Inoltre vanno aggiunti o detratti al valore ordinario ‘'comodi e scomodi'’ e infine andranno apportate le idonee ‘'Aggiunte'’ (come opere strutturali già presenti e svolgenti utile funzione, opere di carattere ornamentale e di pregio  architettonico, progetto già approvato e concessione edilizia già ottenuta…)  e ‘'detrazioni'’ (come spese necessarie a riportare l'area nelle condizioni ordinarie, servitù passive di passaggio, acquedotto…, Ipoteche per mutui…). 
Si potrà anche eseguire una stima sintetico pratica determinando il valore dell'area come percentuale di costo dell'edificio da realizzare, si compie eseguendo una stima del fabbricato che si andrà a realizzare su quell'area tenendo conto di tutti i parametri legali del caso, come per esempio la cubatura edificabile e poi il valore dell'area sarà compreso tra il 10 e il 30 % del valore del fabbricato.

### Stima con il valore di trasformazione
Altro aspetto economico utilizzabile per la stima delle aree fabbricabili è il valore di trasformazione che risulta dalla differenza, portata al momento della stima, tra il più probabile valore di mercato del bene trasformato e il prevedibile costo di trasformazione o anche il valore che si presume possa attribuirsi al bene grezzo in base alla sua suscettività a essere trasformato in un bene derivato
Nel caso in cui manchi un mercato delle aree fabbricabili nettamente distinto da quello dei terreni agricoli, la stima potrà basarsi sul valore agricolo, che darà il valore minimo attribuibile all'area.

### Stima con valore complementare
Esistono poi altre aree di ridotte dimensioni che prendono il nome di reliquati o pezze segregate, però può succedere che un reliquato possa aumentare il valore di un'area confinante, quindi se il vicino è interessato esso acquista valore e la stima dovrà farsi secondo valore complementare.
Se invece un reliquato non manifesta l'attitudine sopra indicata occorrerà indagare sulla possibilità di locarlo e a quel punto il valore utilizzabile è quello di capitalizzazione dei redditi.
Il valore complementare (Va) si ottiene dalla differenza tra il valore (di mercato o di costo) del fabbricato intero (V) e il valore di mercato del fabbricato senza la parte oggetto di stima (Vb).

## Trasferimento del diritto di edificabilità
È possibile inoltre un accordo tra due proprietari per il trasferimento della cubatura edificabile tra due lotti. Si tratta di una facoltà esplicitamente concessa da talune leggi regionali ma molto spesso soggetta a restrizioni. Di frequente, ad esempio, i due lotti devono essere compresi nella stessa zona urbanistica e nella stessa zona territoriale omogenea.
Tale trasferimento comporta per l'acquirente il diritto di costruire, e per il cedente la perdita di tale diritto; il valore del diritto acquisito è stimabile con valore di trasformazione e rappresenta il prezzo massimo pagabile e la perdita di tale diritto è stimabile con criterio di valore complementare in cui il cedente possiede un'area fabbricabile con un valore e si ritroverà con un'area esclusivamente agricola con valore inferiore.